# Epífora
A epífora é uma perda ou alteração da drenagem normal das lágrimas pelas vias lacrimais, geralmente em consequência de um processo inflamatório ou obstrutivo.